# Zona de reserva natural y refugio de aves Isla Rasa

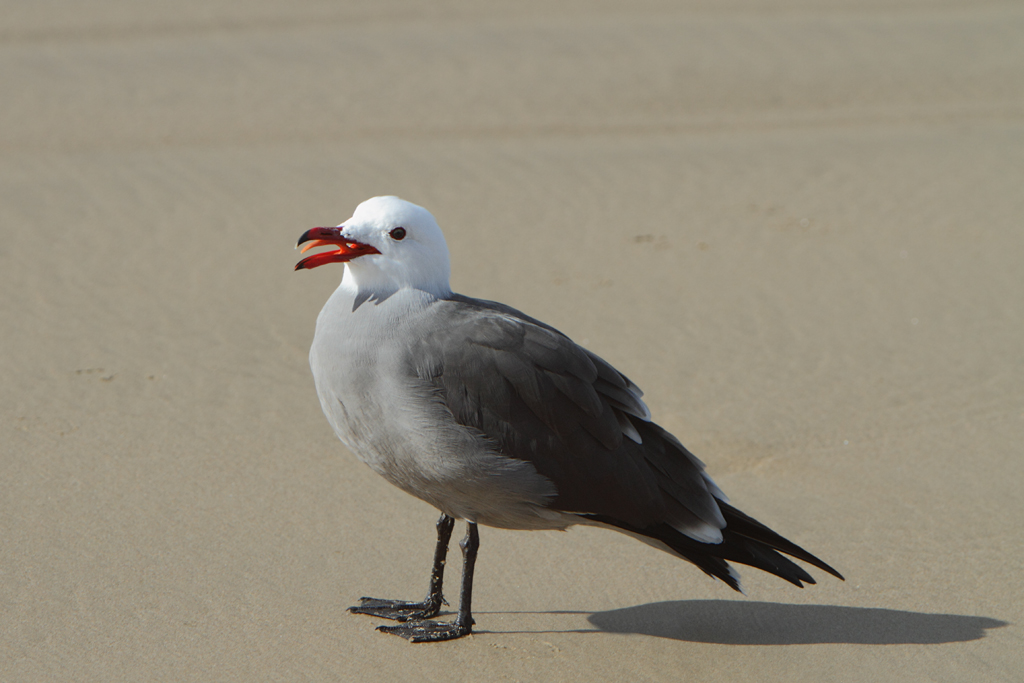
Gaviota ploma (Larus neermanni). El 90% de su población mundial estimada en 150000 parejas, anida en la isla Rasa.

La zona de reserva natural y refugio de aves Isla Rasa es una reserva especial de la biósfera que protege la isla Rasa en el sector septentrional del mar de Cortés. La isla se encuentra a unos 20 km de la costa este de Baja California, en el municipio de Mexicali, México. La isla fue declarada en 1964 zona de reserva natural y refugio de aves y en 1978 como área natural protegida mediante un decreto del gobierno mexicano. En 1995 el conjunto de las islas del Golfo de California fueron declaradas por UNESCO Reserva de la Biósfera.
La isla posee una superficie de unas 59 hectáreas, la isla no posee humana población permanente aunque es visitada por paseantes, turistas y pescadores e investigadores. La isla presenta un paisaje rocoso, árido, con muy poca vegetación compuesta de pocos arbustos y cactus, no existen manantiales o reservorios de agua dulce.

## Fauna
La isla se destaca por su población de aves, como lo atestiguan las rocas cubiertas de guano. En especial anidan allí la gaviota ploma (Larus heermanni) y la golondrina marina elegante (Sterna elegans). Además moran en la isla una importante cantidad de aves marinas protegidas tales como el águila pescadora (Pandion haliaetus), y el halcón peregrino (Falco peregrinus) También anidan la golondrina marina grande (Sterna maxima), y la gaviota (Larus livens).
En la isla vive un geco endémico (Phyllodactylus tinklei).

## Flora

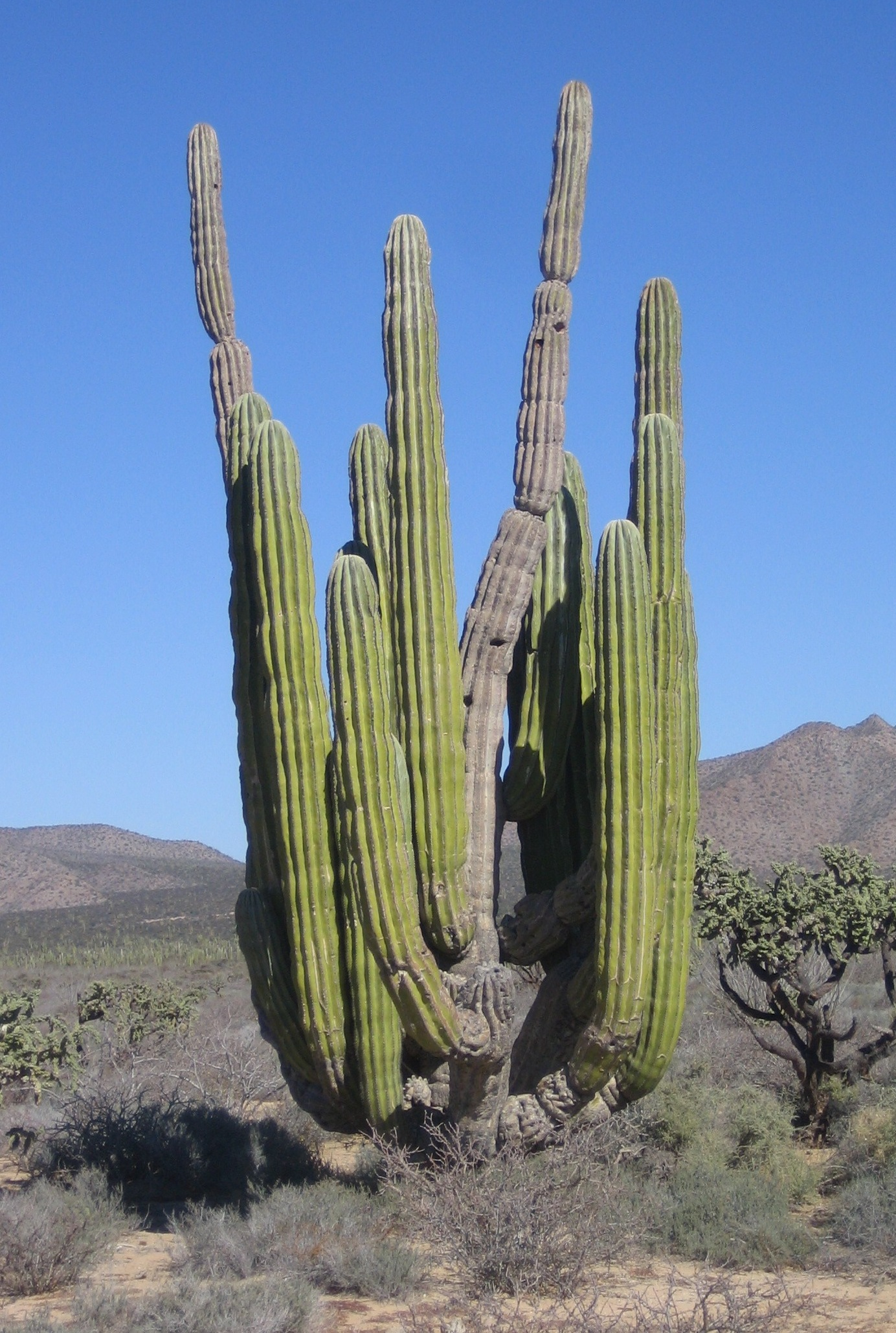
Algunos ejemplares de cardón logran sobrevivir en las áridas condiciones que prevalecen en la isla Rasa.

Predominan los matorrales xerófilos, los cuales pueblan gran parte del territorio de la península de Baja California con especies cactáceas. Se han contabilizado apenas 14 especies vegetales. Entre las especies se cuentan: Sesuvium verrucosum, Batis maritima, Lophocereus schottii, Opuntia burrageana (cholla), O. fulgida (cholla), Pachycereus pringlei (cardón),y Atriplex barclayana (chamizo, galleta).